# Dornburg

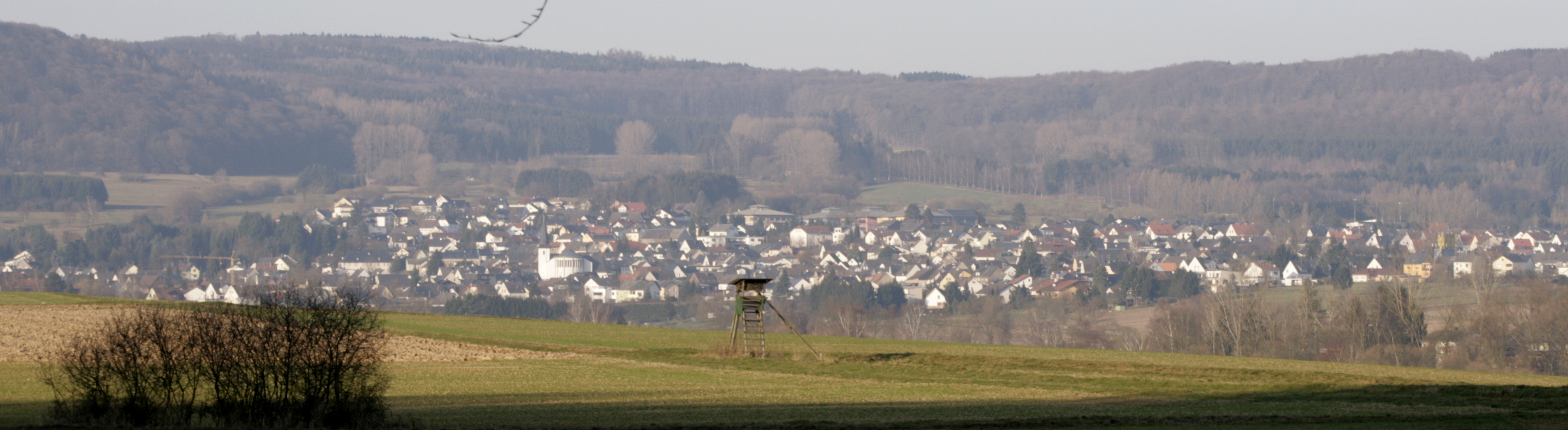
Frickhofen

Dornburg è un comune di 8 739 abitanti dell'Assia, in Germania.

Appartiene al circondario (Landkreis) di Limburg-Weilburg (targa LM).

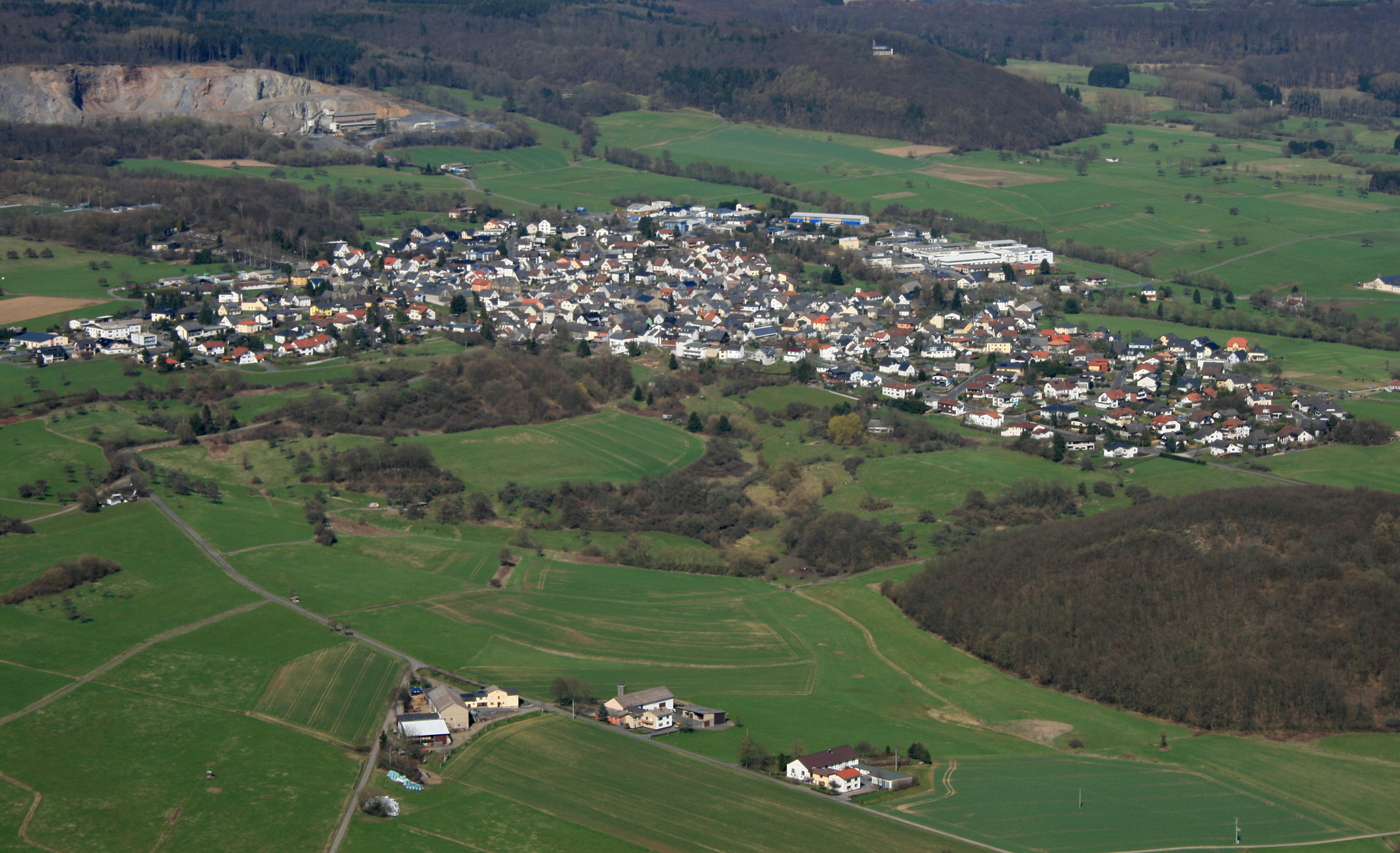
Dorndorf
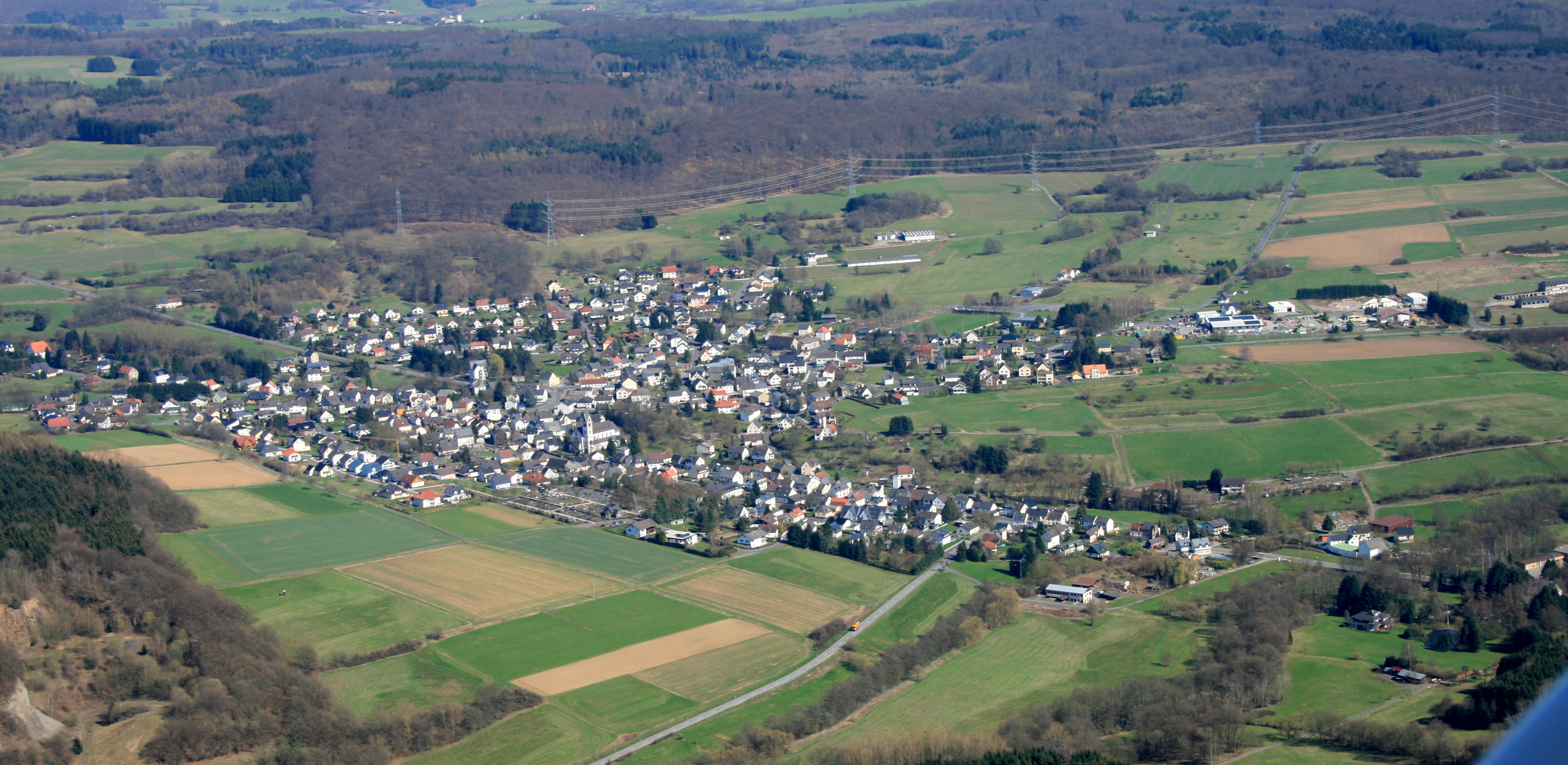
Langendernbach
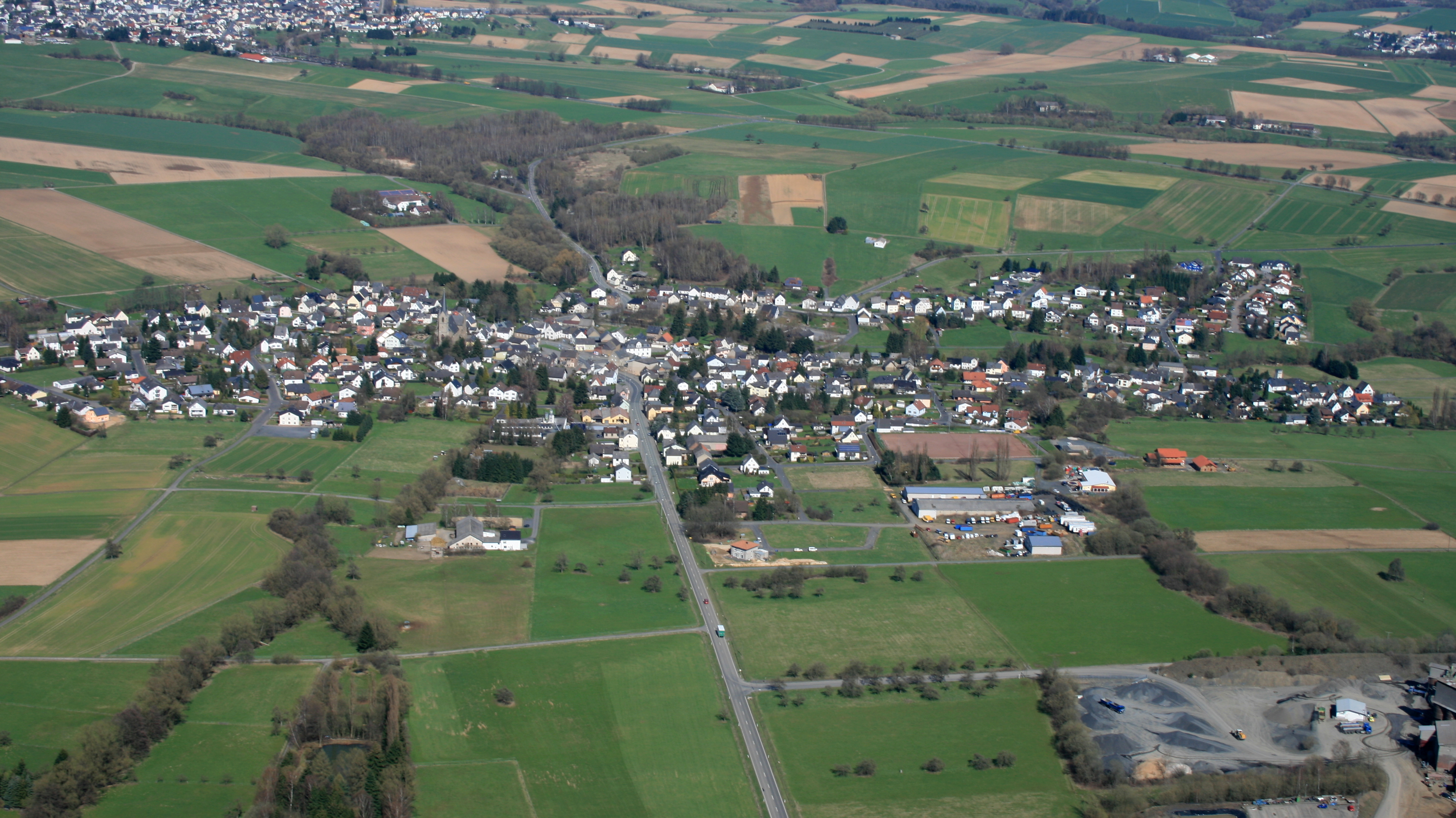
Thalheim
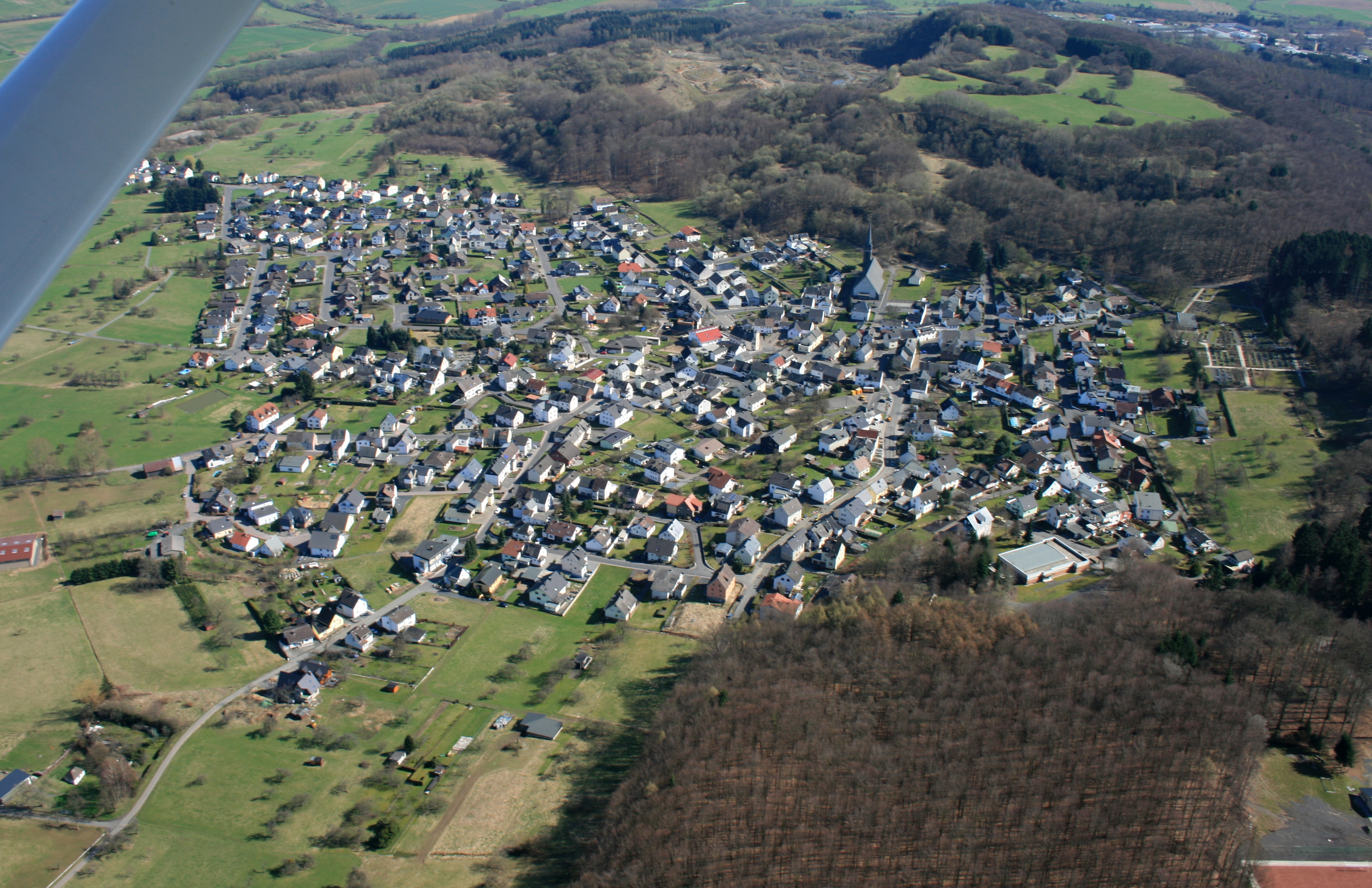
Wilsenroth